# Sagoe (Peusangan)
Sagoe is een bestuurslaag in het regentschap Bireuen van de provincie Atjeh, Indonesië. Sagoe telt 753 inwoners (volkstelling 2010).